# 庫姆巴斯湖
62°6′35″N 37°47′39″E / 62.10972°N 37.79417°E
庫姆巴斯湖（俄语：Кумбасозеро），是俄羅斯的湖泊，位於該國西北部，由阿爾漢格爾斯克州負責管轄，面積9平方公里，海拔高度80米，集水區面積443平方公里。